# Sagittarius (gladiateur)
Pour les articles homonymes, voir Sagittarius.

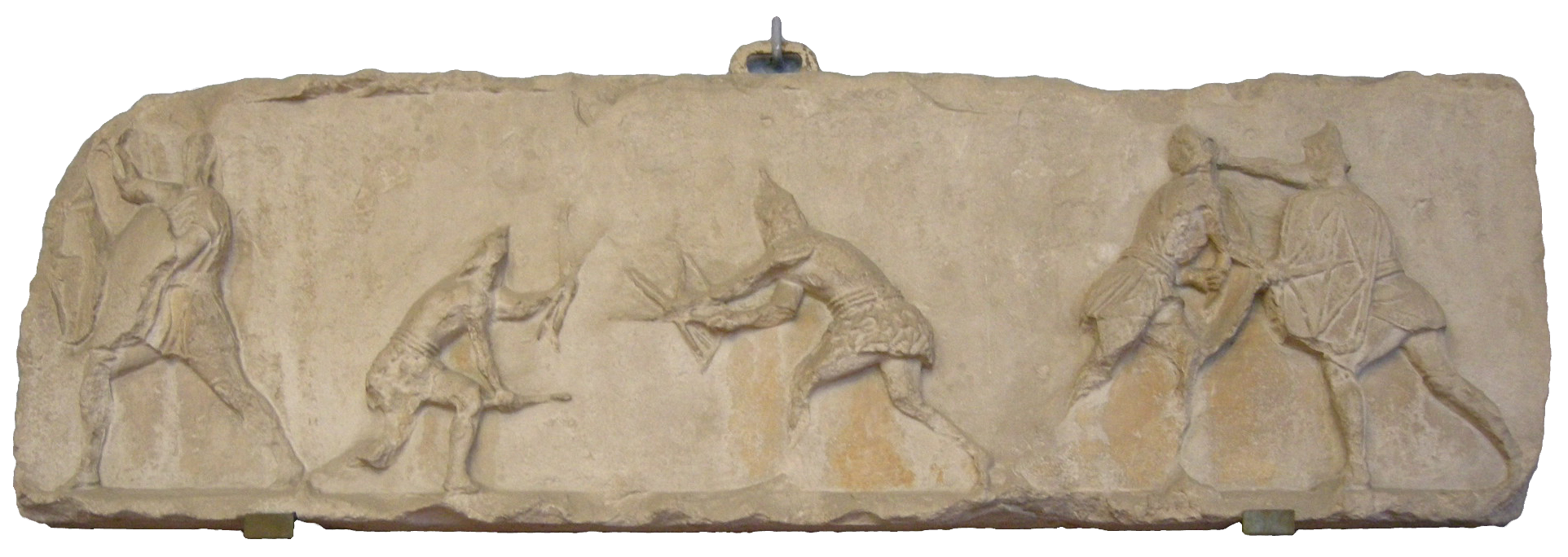
Deux sagittarii en duel, Musée Bardini, Florence.

Le sagittarius (pluriel sagittarii) est un type de gladiateur léger dont l'arme est l'arc et qui utilise la manica au bras droit comme protection.
C'est aussi un archer dans l'armée romaine.